# Aculops serrati
Aculops serrati är en spindeldjursart som beskrevs av David C.M. Manson 1984. Aculops serrati ingår i släktet Aculops och familjen Eriophyidae. Inga underarter finns listade i Catalogue of Life.